# پیام نیازمند
پیام نیازمند (زاده ۱۶ اسفند ۱۳۷۴) بازیکن فوتبال اهل ایران است که در پست دروازه‌بان برای باشگاه فوتبال پرسپولیس در لیگ برتر خلیج فارس و تیم ملی فوتبال ایران بازی می‌کند.

## دوران باشگاهی
نخستین بازی نیازمند در لیگ برتر ایران، دیدار هفته بیست و ششم لیگ شانزدهم در برابر ذوب‌آهن بود که با شکست ۲–۱ پیکان همراه گشت. پس از آن و در در سال ۱۳۹۶ نام او دوباره پس از نیمکت‌نشین کردن رحمان احمدی در دیدار برابر پرسپولیس مطرح شد و پس از آن تبدیل به دروازه‌بان اول پیکان شد.
پس از عملکرد خوب در پیکان، نیازمند تبدیل به نخستین خرید امیر قلعه‌نویی در لیگ هجدهم برای باشگاه سپاهان شد.

### پرسپولیس
نیازمند در ۱۹ می ۲۰۲۵ با قراردادی دو ساله به تیم فوتبال پرسپولیس پیوست.

## افتخارات

### باشگاهی
سپاهان
- نایب قهرمانی لیگ برتر (۴): ۹۸–۱۳۹۷، ۱۴۰۰–۱۳۹۹، ۰۲–۱۴۰۱، ۰۴–۱۴۰۳
- قهرمانی جام حذفی (۱): ۰۳–۱۴۰۲
- قهرمانی سوپرجام (۱): ۱۴۰۳

تیم ملی ایران
قهرمان مسابقات قهرمانی فوتبال آسیای مرکزی ۲۰۲۳

### انفرادی
- بهترین دروازه‌بان سال نوروز فوتبالی: ۱۳۹۸
- بردن دستکش طلای لیگ برتر ایران با ۱۷ کلین شیت در فصل ۰۰–۱۳۹۹

## دوران ملی
پس از درخشش در سپاهان، نیازمند برای نخستین‌بار به واپسین اردوی تیم‌ملی ایران در قطر برای رقابت در جام ملت‌های آسیای امارات ۲۰۱۹ فراخوانده شد و توانست با جای گرفتن در لیست پایانی کارلوس کی‌روش به عنوان یکی از سه دروازه‌بان ایران در این جام، راهی امارات شود. با حضور دراگان اسکوچیچ در تیم ملی فوتبال ایران؛ نیازمند نخستین بازی رسمی ملی خود را در ۱۷ مهر ۱۳۹۹ در برابر ازبکستان انجام داد. وی سابقهٔ عضویت در تیم‌های ملی جوانان و امید ایران را نیز دارد.
پیام نیازمند در فیفا دی سال ۲۰۲۳ در بازی دوستانه تیم ملی ایران در برابر کنیا حضور پیدا کرد و با یک واکنش، روی ضربه با زانوی بازیکن کنیا، توانست در نیمه اول دروازه خود را بسته نگه دارد و بین دو نیمه حسین حسینی جای او را گرفت و در پایان، نتیجه این بازی ۲ بر ۱ به سود ایران شد.

## آمار باشگاهی
تا تاریخ ۱۸ اردیبهشت ۱۴۰۴
| باشگاه            | دسته              | فصل               | لیگ  | لیگ | جام حذفی | جام حذفی | آسیا | آسیا | سوپر جام | سوپر جام | مجموع | مجموع |
| باشگاه            | دسته              | فصل               | بازی | گل  | بازی     | گل       | بازی | گل   | بازی     | گل       | بازی  | گل    |
| ----------------- | ----------------- | ----------------- | ---- | --- | -------- | -------- | ---- | ---- | -------- | -------- | ----- | ----- |
| پیکان             | لیگ آزادگان       | ۹۵–۱۳۹۴           | ۶    | ۰   | ۰        | ۰        | –    | –    | –        | –        | ۶     | ۰     |
| پیکان             | لیگ برتر          | ۹۶–۱۳۹۵           | ۱    | ۰   | ۰        | ۰        | –    | –    | –        | –        | ۱     | ۰     |
| پیکان             | لیگ برتر          | ۹۷–۱۳۹۶           | ۲۳   | ۰   | ۰        | ۰        | –    | –    | –        | –        | ۲۳    | ۰     |
| مجموع پیکان       | مجموع پیکان       | مجموع پیکان       | ۳۰   | ۰   | ۰        | ۰        | –    | –    | –        | –        | ۳۰    | ۰     |
| سپاهان            | لیگ برتر          | ۹۸–۱۳۹۷           | ۳۰   | ۰   | ۴        | ۰        | –    | –    | –        | –        | ۳۴    | ۰     |
| سپاهان            | لیگ برتر          | ۹۹–۱۳۹۸           | ۲۹   | ۰   | ۳        | ۰        | ۶    | ۰    | –        | –        | ۳۸    | ۰     |
| سپاهان            | لیگ برتر          | ۰۰–۱۳۹۹           | ۳۰   | ۰   | ۳        | ۰        | –    | –    | –        | –        | ۳۳    | ۰     |
| سپاهان            | لیگ برتر          | ۰۲–۱۴۰۱           | ۲۷   | ۰   | ۱        | ۰        | –    | –    | –        | –        | ۲۸    | ۰     |
| سپاهان            | لیگ برتر          | ۰۳–۱۴۰۲           | ۲۳   | ۰   | ۱        | ۰        | ۷    | ۰    | –        | –        | ۳۱    | ۰     |
| سپاهان            | لیگ برتر          | ۰۴–۱۴۰۳           | ۲۶   | ۰   | ۳        | ۰        | ۷    | ۰    | ۱        | ۰        | ۳۷    | ۰     |
| مجموع سپاهان      | مجموع سپاهان      | مجموع سپاهان      | ۱۶۵  | ۰   | ۱۵       | ۰        | ۲۰   | ۰    | ۱        | ۰        | ۲۰۱   | ۰     |
| پورتیموننزه       | لیگ برتر پرتغال   | ۲۰۲۱–۲۰۲۲         | ۲    | ۰   | ۰        | ۰        | ۳    | ۰    | –        | –        | ۵     | ۰     |
| مجموع پورتیموننزه | مجموع پورتیموننزه | مجموع پورتیموننزه | ۲    | ۰   | ۰        | ۰        | ۳    | ۰    | –        | –        | ۵     | ۰     |
| مجموع آمار        | مجموع آمار        | مجموع آمار        | ۱۹۷  | ۰   | ۱۵       | ۰        | ۲۳   | ۰    | ۱        | ۰        | ۲۳۶   | ۰     |

## آمار ملی

### بازی‌های ملی
تا تاریخ ۶ ژوئن ۲۰۲۴
| ایران | ایران | ایران    | ایران    |
| سال   | بازی  | کلین شیت | گل خورده |
| ----- | ----- | -------- | -------- |
| ۲۰۲۰  | ۱     | ۰        | ۱        |
| ۲۰۲۳  | ۵     | ۴        | ۱        |
| ۲۰۲۴  | ۳     | ۲        | ۲        |
| مجموع | ۹     | ۶        | ۴        |

## رکورد
نیازمند پس از گلی که در دقیقه ۴ در هفتهٔ بیست و نهم لیگ هجدهم در مقابل پدیده دریافت کرده بود، موفق شد تا دقیقهٔ ۴۵ هفتهٔ نهم لیگ نوزدهم در برابر پارس جنوبی دروازه خود را بسته نگه دارد و با ثبت رکورد ۹۴۰ دقیقه گل نخوردن متوالی با عبور از کنار نام‌های بزرگی چون احمدرضا عابدزاده، ناصر حجازی، بهرام مودت، آرمناک پطروسیان، علیرضا بیرانوند و حسین حسینی؛ رکوردار گل نخوردن در لیگ فوتبال مردان ایران شود.

### حواشی
در یکی از بازی‌های هفته سی ام لیگ فوتبال پرتغال تیم پورتو موفق شده بود تیم پورتیموننزه را با نتیجه پرگل ۷ بر صفر شکست بدهد. در این مسابقه مهدی طارمی مهاجم ایرانی پورتو و پیام نیازمند دروازه‌بان ایرانی پورتیموننزه در ترکیب اصلی حضور داشتند.
طارمی در این بازی سه گل زد و یک پاس گل داد تا نیازمند در یکی از معدود دفعات حضورش درون دروازه پورتیموننزه، تجربه بسیار تلخی را پشت سر بگذارد.
اتفاقات آن مسابقه بعد از گذشت حدود دو هفته باعث شد تا کمیته انضباطی فدراسیون فوتبال پرتغال به آن ورود و تحقیقات خود را برای این نتیجه که ظاهراً شک برانگیز است، آغاز کند.
تمام توجهات برای نتیجه رقم خورده روی «پائولو سرجیو» سرمربی پورتیموننزه است که مقابل پورتو تعداد زیادی از بازیکنان اصلی خود را بازی نداد و نفراتی را به میدان فرستاد که تا پیش از آن زیاد بازی نکرده بودند.